# جيني كولينز
جاين «جيني» كولينز (بالإنجليزية: Jennie Collins)‏، (1828–1887)، كانت مصلحةً عماليةً، ومناصرةً لحق النساء في التصويت، ومساعدةً إنسانيةً أمريكية. تيتمت كولينز في طفولتها، وبدأت بالاعتماد على نفسها في سن الرابعة عشر، إذ عملت في مصانع للنسيج قبل أن تعمل بصفتها خادمة منزلية وخياطة. نشطت كولينز في الحركة الإبطالية والحركات العمالية، وتطوعت في المستشفيات العسكرية خلال الحرب الأهلية. بالإضافة إلى ذلك، أسست كولينز جمعيةً خيريةً للنساء العاملات الفقيرات في بوسطن. ألقت كولينز خطابًا في مؤتمر للجمعية الوطنية للمطالبة بحق المرأة في التصويت في بوسطن في عام 1870، ملبيةً دعوة سوزان أنتوني لها. أصبحت كولينز إحدى أولى نساء الطبقة العاملة في الولايات المتحدة اللواتي نشرن مجلدات من تأليفهن، إذ نشرت أرستقراطية الطبيعة؛ أو، المعارك والجروح في وقت السلم. نداء من أجل المضطهدين في عام 1871.

## سيرتها

### نشأتها
ولدت جيني كولينز في منزل يسوده الفقر في أموسكيغ في نيوهامشير (أصبحت الآن جزء من مانشستر) في عام 1828. تيتمت كولينز في طفولتها، إذ ربتها جدتها المنتسبة إلى جمعية الأصدقاء الدينية، لكنها تُوفيت عندما كانت جيني في الرابعة عشر من عمرها. بقيت كولينز وحيدةً ومجبرةً على الاعتماد على نفسها، فعملت في مصانع النسيج في كل من لورانس ولوويل لبعض من الوقت، ثم عملت بصفتها خادمة منزلية في منزل القاضي جون لويل في بوسطن. عملت كولينز بصفتها صانعة سترات لصالح شركة تصنيع ملابس تُدعى ماكيولار وويليامز وباركر بين عامي 1861 و1870، ليساعدها أصحاب هذه الشركة لاحقًا في تمويل مساعيها الخيرية. تلقّت كولينز دروسًا مسائيةً في التاريخ والسياسة في أثناء فترة عملها في بوسطن، ودرّست فصلًا حول التاريخ في الكنيسة التوحيدية. أعجبت كولينز بالكاهن الموحد ثيودور باركر، الذي كان يعمل بصفته مبشرًا في بوسطن خلال تلك الفترة. اهتمت كولينز بالحركة الروحية اهتمامًا كبيرًا، والتي كانت بمثابة حركة دينية مرتبطة بالعمل وحقوق المرأة.
عارضت كولينز العبودية بشكل علني متأثرةً بثيودور باركر. تطوعت كولينز في المستشفيات العسكرية ودرّست أطفال الجنود خلال الحرب الأهلية، بالإضافة إلى تنظيمها لمجموعة مؤلفة من النساء المحليات اللواتي أسهمن في أعمال خيرية لصالح جنود الاتحاد في أوقات فراغهن.

### نشاطها
بدأت كولينز نضالها العلني في مجال قضايا العمل والمرأة وحملاتها الداعمة للمرشحين السياسيين بينما كانت لاتزال تعمل بصفتها صانعة سترات. أعربت كولينز عن دعمها لكل من يوليسيس جرانت وتشارلز سومنر وويليام كلافلن في إحدى المناسبات التي كانت فيها المتحدثة الوحيدة بين مجموعة من الذكور. ألقت كولينز أول خطاب جماهيري رئيسي لها في عام 1868 في قاعة واشنطن، إذ أعربت فيه عن دعمها لحقوق المرأة. تناولت كولينز هذه القضية من منظور الطبقة العاملة، كما فعلت مارغريت فولي بعد عقود من ذلك الخطاب. تحدثت كولينز خلال العام ذاته في المؤتمر التنظيمي لبنات سانت كريسبين، الذي كان بمثابة أول اتحاد عمالي نسائي في الولايات المتحدة. نمت سمعة كولينز وأصبحت واحدةً من أبرز المتحدثين في بوسطن، ولا سيما فيما يتعلق بقضية الإصلاحات العمالية المرتبطة بعمالة الأطفال، ومسألة تحديد عدد ساعات العمل بثمانية ساعات في اليوم الواحد، وقضية تحسين الأجور وظروف العمل للنساء. انضمت كولينز إلى الرابطة الوطنية للإصلاح العمالي في عام 1869، وساعدت في تنظيم رابطة بوسطن للنساء العاملات.
أعربت كولينز عن دعمها للعمال المضربين في مصنع كوتشيكو الواقع في دوفر في نيوهامشير في خريف عام 1869. ألقت كويلنز خطابًا أمام حشد من آلاف الأشخاص، إذ دعت فيه إلى المقاطعة: «سنرتدي –نحن النساء العاملات– فساتين مصنوعةً من أوراق التين قبل أن نفكر في دعم شركة كوتشيكو». جذب خطابها الحماسي هذا انتباه المناصرة لحق النساء في التصويت سوزان أنتوني، ما دفعها إلى دعوة كولينز للتحدث في مؤتمر للجمعية الوطنية للمطالبة بحق المرأة في التصويت في عام 1870. اعتُبر خطابها في قاعة رابطة الاتحاد في واشنطن «نجاحًا لا شك فيه». كتب أحد حاضري هذا الخطاب لاحقًا أن كولينز «تروي قصصها برثاء طبيعي رقيق، إذ لم تجف سوى القليل من أعين الحاضرين خلال خطابها».